# Torne
För fartyget, se S/S Torne. För spännesdelen, se torne (spänne).
Torne är en småort i Alvesta kommun, belägen i Västra Torsås socken invid sjön Åsnen mellan Skatelövfjorden och Julöfjorden. Torne är omgiven av vacker bokskog och strax utanför finns Tors källa en vacker del av skogen med rinnande vatten.

## Historia
I Torne bedrevs järnbruk sedan 1600-talet och kvarn under vår och höst ännu längre tillbaka. Ortens blomstringsperiod inföll från tiden när Karlshamn-Vislanda Järnväg var klar 1874. Platsen hette tidigare Sundet.
Masugnen förstördes före 1638 men återuppfördes och var belägen på nuvarande Torne gård. Sjömalm togs upp i sjön Åsnen och träkol kom från intilliggande skogar. Masugnen släcktes på 1730-talet medan hammarsmidet upprätthölls med ett fåtal arbetare till början av 1800-talet. Torne gård inköptes 1888 av J  S F Stephens som sedan 1867 var ägare av Huseby Bruk. Tillsammans med andra gårdar (Lästad, Vevik m.fl.) kom Torne gård därefter år 1937 att ärvas av mellandottern Mary Stephens (född 1882). Kvarnverksamheten upphörde på 1960-talet. Torne gård bedriver i herrgården och kringbyggnad sedan början av 00-talet bed & breakfast.
Pådrivande vid uppförandet av Torne bro var Gunnar Olof Hyltén-Cavallius i Sunnanvik. Som uppskattning restes en minnessten vid det östra brofästet. Bron invigdes 1884 och var lite smalare på Vrankungesidan än på Skatelövssidan. Detta berodde på att finansieringen kom från två härader, Kinnevald och Allbo. Broförbindelsen restaurerades genomgående under 1980-talet.
Under mitten av 1900-talet fanns det i Torne en järnvägsstation med postkontor, fyra affärer (Ströbergs,  Allan Johnsson, Ingemarssons och Rydströms), en charkuteributik, fotograf, sömmerska och modist, sparbankskontor, pensionatet Tornesund, urmakare, dansbana m.m. All denna verksamhet är numera nedlagd. Ströbergs Lanthandel, som etablerats 1907, återöppnades emellertid i maj 2020 efter att varit stängd under tre år. Efter 1 ½ års verksamhet och därefter konkurs övertogs butiken av ny ägare årsskiftet  2022, dock under endast ett halvår. En sk. "foodtruck" finns sedan 2023 på butikens parkeringsplats under sommarmånaderna, 
Båtbyggeriet, där Torneekan byggdes, finns kvar men verksamheten är nedlagd. Järnvägstrafiken upphörde i maj 1970, stationsbyggnaden såldes till privatbostad, magasinsbyggnaden revs och spåret används nu för gång- och cykeltrafik.

## Samhället
Genom nedläggning av Ströbergs lanthandel  år 2018 avvecklades den sista livsmedelsbutiken och bensinstationen i Torne efter 111 års verksamhet. Nya ägare har vid två tillfällen försökt att återetablera livsmedelsaffären utan framgång. Sedan 2023 finns  under sommaren en sk. "foodtruck" på parkeringsplatsen. Dansbanan (Strandpärlan) var populär på 1970-talet med har numera få tillställningar. Intilliggande fotbollsplanen ( Västra Torsås IF) samt campingen med badplats har många besökare sommartid. Idrottsplatsen heter Tornevallen och invigdes 1962. Närheten till och turismen vid Åsnens nationalpark ger besökare under främst sommaren vid bl.a. Torne camping.